# Rheingold (film, 1978)
Pour les articles homonymes, voir Rheingold.
Pour plus de détails, voir Fiche technique et Distribution.
Rheingold est un film allemand réalisé par Niklaus Schilling, sorti en 1978.

## Synopsis
Elisabeth est une femme riche qui atteint sa quarantaine. Elle voyage régulièrement dans le train TEE Rheingold. Un jour, elle rencontre un ancien flirt d'école, qui travaille en tant que stewart dans le train.

## Fiche technique
- Réalisation : Niklaus Schilling
- Scénario : Niklaus Schilling
- Pays d'origine :  Allemagne de l'Ouest
- Format : couleur
- Genre : Film dramatique
- Durée : 91 min

## Distribution
- Elke Haltaufderheide : Elisabeth Drossbach
- Rüdiger Kirschstein : Wolfgang Friedrichs
- Gunther Malzacher : Karl-Heinz Drossbach
- Alice Treff : Mutter
- Reinfried Keilich : Erfinder
- Ulrike Quien : Enkelin